# آهن‌چوب صحرایی
آهن‌چوب صحرایی (نام علمی: Olneya tesota) یک درخت گلدار چند ساله از خانواده باقلاییان، حبوبات (نخود، لوبیا و غیره) است. آهن‌چوب صحرایی نام رایج این نوع درخت است که در بیابان‌های سونورا و موهاوی در جنوب غربی ایالات متحده و شمال غربی مکزیک یافت می‌شود. این درخت به دلیل چوب سخت و سنگین خود که به رنگ قهوه‌ای مایل به قرمز است، به نام «پالو فیررو» (چوب آهن) شناخته می‌شود. از چوب این درخت برای ساخت تیر، مبلمان، و سایر اشیاء استفاده می‌شود.

## شرح
درخت آهن‌چوب بیابانی به صورت درختچه یا درختی بزرگ رشد می‌کند و به ارتفاع حدود ۱۰ متر (۳۳ فوت) و قطر تنه‌ای حدود ۶۰ سانتی‌متر (۲۴ اینچ) می‌رسد. در موارد استثنایی، در مناطق حفاظت‌شده بزرگتر با آبراهه‌های وسیع‌تر، می‌تواند به ارتفاع و تنه حجیم‌تری دست یابد.
پوست درخت‌های جوان‌تر خاکستری، براق و صاف است، اما در درخت‌های مسن‌تر، پوست شکسته و باز می‌شود. این درخت همیشه سبز است، اما اگر دما به زیر ۲ درجه سانتی‌گراد (۳۶ درجه فارنهایت) برسد، ممکن است برگ‌های خود را از دست بدهد. در شرایط خشکسالی طولانی‌مدت، برگ‌ها ریخته می‌شوند.
برگ‌های درخت آهن‌چوب بیابانی به رنگ سبز متمایل به آبی و شانه‌ای مرکب هستند. آن‌ها روی محور برگ (دمبرگ) به طول ۱۵ سانتی‌متر (۶ اینچ) با ۶ تا ۹ برگچه (یا گاهی تا ۱۵ برگچه با ۷ برگچه روبه‌رو و یک برگچه انتهایی) که هر کدام اندازه‌ای بین ۰٫۷ تا ۲٫۵ سانتی‌متر (۱/۴ تا ۱ اینچ) دارند، قرار گرفته‌اند. در قاعده هر دمبرگ برگ شانه‌ای، دو خار به طول حدود ۱ سانتی‌متر (۳/۸ اینچ) وجود دارد.
زمان گلدهی این درخت از اواخر فروردین/اردیبهشت تا خردادماه است. گل‌ها دارای ۵ گلبرگ با اندازه‌های نابرابر با رنگ‌های بنفش متوسط، قرمز ارغوانی یا سفید تا صورتی کم‌رنگ هستند. غلاف‌های بذر ۵ تا ۸ سانتی‌متر (۲ تا ۳ اینچ) طول دارند و زمانی که بذرها کاملاً برسند، به رنگ قهوه‌ای مایل به قرمز روشن در می‌آیند.
دو گونه دیگر، Palo Verde آبی (Parkinsonia florida) و اقاقیای چنگالی (Acacia constricta)، غلاف‌های بذر مشابه قرمز روشن/قهوه‌ای دارند. غلاف‌های بذر اقاقیای چنگالی کوتاه‌تر و به شکل J هستند.
- View from below a specimen
- Tree in Sonoran Desert